# Verrou rotatif

Animation montrant le verrouillage, le tir par aiguille interne, puis le déverrouillage

Dans l'armement, le verrou rotatif est un système inventé par Johann Nikolaus von Dreyse et utilisé pour la première fois en 1836 dans le fusil Dreyse à aiguille. Il permet le verrouillage de la balle dans le canon, puis l'éjection de la douille.
Ferdinand von Mannlicher développa à son tour le Steyr-Mannlicher M1895 utilisant la même technologie, qui fut fourni à l'armée austro-hongroise. Le modèle suivant, le Mannlicher 1900, utilisait en plus du verrou rotatif un piston à gaz.

## Armes utilisant ce principe
- Mauser 98K,... - Mauser belge 1889, 1935, 1936
- M1 Garand,
- Lebel modèle 1886
- FAMAS
- Fusil Steyr-Mannlicher Repetier Gewehr M95
- AR15, M16, M4
- AKM - AK-47 - AK-74
- Desert Eagle
- Chauchat
- HK G36 - HK416 - HK417 - HK MP7
- FN FNC, FN SCAR-L  - FN SCAR-H   -  FN SCAR-SC
- FN MINIMI 5,56 (M249), 7,62 - FN Evolys 5,56, 7,62
- Benelli M3 - Benelli M4 - Benelli Nova, super Nova
- Barrett M82 - Barret M107